# Pie du Maghreb
Pica mauritanica
Espèce
Répartition géographique
Statut de conservation UICN

 LC  : Préoccupation mineure

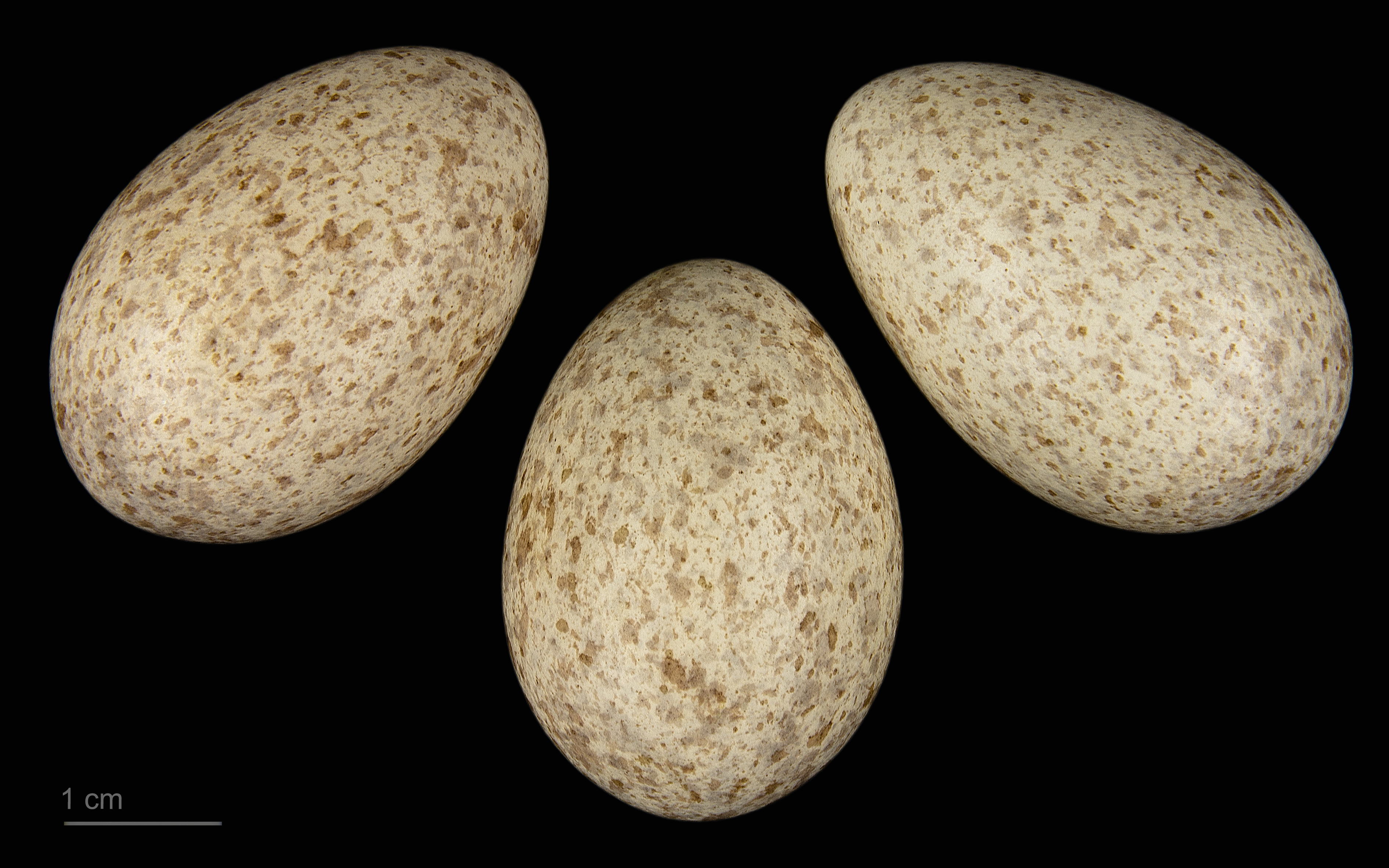
Œufs de pie du Maghreb - (MHNT)

La Pie du Maghreb (Pica mauritanica) est une espèce de pies présente notamment en Afrique du Nord. Elle se distingue de la Pie bavarde d'Eurasie par une tache bleue à l'arrière de l'œil, un ventre blanc proportionnellement plus étroit, des ailes plus courtes et une queue plus longue que la Pie bavarde (Pica pica).

## Répartition
Pica mauritanica se rencontre en Algérie, en Espagne, au Maroc et en Tunisie.

## Espèce à part entière
Initialement considérée comme une sous-espèce (sous le taxon Pica pica mauritanica), la Pie du Maghreb présente des différences morphologiques et acoustiques marquées avec Pica pica d'Eurasie. Et des études de taxonomie et de phylogénétique moléculaire ont montré que la Pie du Maghreb était suffisamment différente pour être considérée comme une espèce à part entière : c'est la sœur d'un clade contenant tous les autres membres du genre Pica.

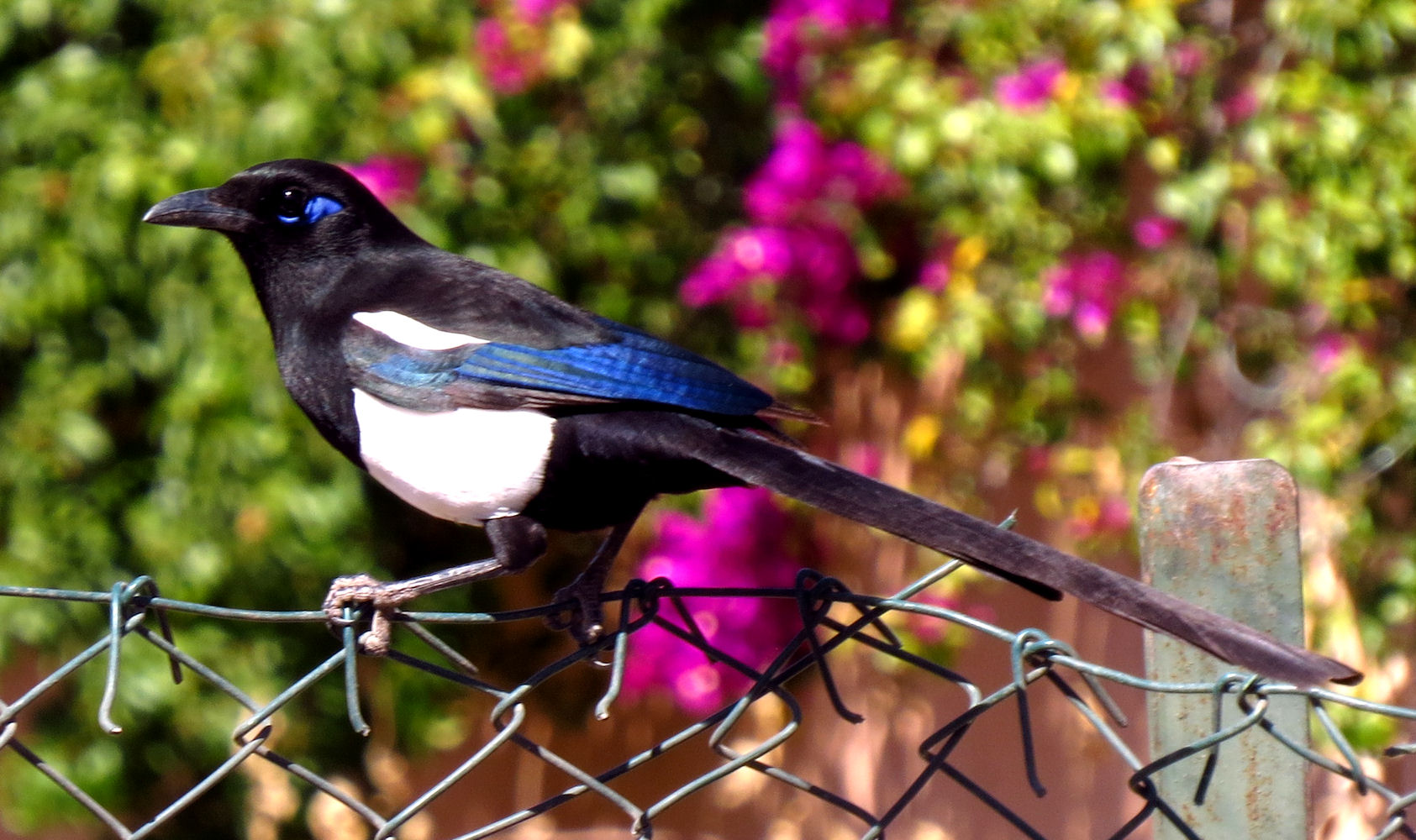
Pie du Maghreb à Marrakech au Maroc.

Les pies du Maghreb nichent plus tôt que les pies d'Eurasie et ont tendance à pondre des couvées plus petites en nombre d'œufs et dont les œufs sont de taille plus petite. Ceci peut être dû au fait que leur habitat se situe dans des zones généralement plus arides et plus au Sud, avec accès à un régime alimentaire plus pauvre.

## Déclin observé
Au début du XXe siècle, la Pie du Maghreb semble avoir été localement abondante, avec jusqu'à douze populations isolées différentes observées en Tunisie et une trentaine au Maroc (entre les années 1960 et le début des années 2000). Mais au début du XXIe siècle, la distribution de l'espèce semble très fragmentée et en nette décroissance : en Tunisie une seule population a pu être observée à Sbikha (dans le gouvernorat de Kairouan). Un article indique que la cause principale du déclin des populations semble être à cause de nidification non menée à terme : la Pie-grièche grise méridionale (Lanius meridionalis) qui niche et se reproduit dans les mêmes zones au même moment tue les oisillons de la Pie du Maghreb pour provoquer l'abandon du nid.

## Systématique
Le nom valide complet (avec auteur) de ce taxon est Pica mauritanica Malherbe, 1845.